# Stepankî, Bar
Stepankî (în ucraineană Степанки) este un sat în comuna Malcivți din raionul Bar, regiunea Vinnița, Ucraina.

## Demografie
Componența lingvistică a localității Stepankî
     Ucraineană (99,01%)
     Alte limbi (0,99%)
Conform recensământului din 2001, majoritatea populației localității Stepankî era vorbitoare de ucraineană (99,01%), existând în minoritate și vorbitori de alte limbi.